# Выпуклое программирование
Выпуклое программирование — это подобласть математической оптимизации, которая изучает задачу минимизации выпуклых функций на выпуклых множествах. В то время как многие классы задач выпуклого программирования допускают алгоритмы полиномиального времени, математическая оптимизация в общем случае NP-трудна.
Выпуклое программирование находит применение в целом ряде дисциплин, таких как автоматические системы управления, оценка и обработка сигналов, коммуникации и сети, схемотехника, анализ данных и моделирование, финансы, статистика (оптимальный план эксперимента) и структурная оптимизация. Развитие вычислительной техники и алгоритмов оптимизации сделало выпуклое программирование почти столь же простым как линейное программирование.

## Определение
Задача выпуклого программирования — это задача оптимизации, в которой целевая функция является выпуклой функцией и область допустимых решений выпукла. Функция {\displaystyle f}, отображающая некоторое подмножество {\displaystyle \mathbb {R} ^{n}} в {\displaystyle \mathbb {R} \cup \{\pm \infty \}}, является выпуклой, если область определения выпукла и для всех {\displaystyle \theta \in [0,1]}, и всех {\displaystyle x,y} в их области определения {\displaystyle f(\theta x+(1-\theta )y)\leqslant \theta f(x)+(1-\theta )f(y)}. Множество выпукло, если для всех его элементов {\displaystyle x,y} и любого {\displaystyle \theta \in [0,1]} также и {\displaystyle \theta x+(1-\theta )y} принадлежит множеству.
В частности, задачей выпуклого программирования является задача нахождения некоторого {\displaystyle \mathbf {x^{\ast }} \in C}, на котором достигается
{\displaystyle \inf\{f(\mathbf {x} ):\mathbf {x} \in C\}},
где целевая функция {\displaystyle f} выпукла, как и множество допустимых решений {\displaystyle C}. Если такая точка существует, её называют оптимальной точкой. Множество всех оптимальных точек называется оптимальным множеством. Если {\displaystyle f} не ограничена на {\displaystyle C} или инфимум не достигается, говорят, что оптимизации не ограничена. Если же {\displaystyle C} пусто, говорят о недопустимой задаче.

### Стандартная форма
Говорят, что задача выпуклого программирования представлена в стандартной форме, если она записана как
Минимизировать {\displaystyle f(\mathbf {x} )}
При условиях
{\displaystyle {\begin{aligned}&&g_{i}(\mathbf {x} )\leqslant 0,\quad i=1,\dots ,m\\&&h_{i}(\mathbf {x} )=0,\quad i=1,\dots ,p,\end{aligned}}}
где {\displaystyle x\in \mathbb {R} ^{n}} является переменной оптимизации, функции {\displaystyle f,g_{1},\ldots ,g_{m}} выпуклы, а функции {\displaystyle h_{1},\ldots ,h_{p}} аффинны .
В этих терминах функция {\displaystyle f} является целевой функцией задачи, а функции {\displaystyle g_{i}} и {\displaystyle h_{i}} именуются функциями ограничений. Допустимое множество решений задачи оптимизации — это множество, состоящее из всех точек {\displaystyle x\in \mathbb {R} ^{n}}, удовлетворяющих условиям {\displaystyle g_{1}(x)\leqslant 0,\ldots ,g_{m}(x)\leqslant 0} и {\displaystyle h_{1}(x)=0,\ldots ,h_{p}(x)=0}. Это множество выпукло, поскольку множества подуровня выпуклой функции выпуклы, аффинные множества также выпуклы, а пересечение выпуклых множеств является выпуклым множеством.
Многие задачи оптимизации можно привести к этой стандартной форме. Например, задача максимизации вогнутой функции {\displaystyle f} может быть переформулирована эквивалентно как задача минимизации выпуклой функции {\displaystyle -f}, так что о задаче максимизации вогнутой функции на выпуклом множестве часто говорят как о задаче выпуклого программирования

## Свойства
Полезные свойства задач выпуклого программирования:
- любой локальный минимум является глобальным минимумом;
- оптимальное множество выпукло;
- если целевая функция сильно выпукла, проблема имеет максимум одну оптимальную точку.

Эти результаты используются в теории выпуклой минимизации вместе с геометрическими понятиями из функционального анализа (на гильбертовых пространствах), такими как теорема проектирование Гильберта, теорема об опорной гиперплоскости и лемма Фаркаша.

## Примеры

Иерархия задач выпуклого программирования.
(LP: линейное программирование,
QP: квадратичное программирование,
SOCP: коническое программирования на конусе второго порядка,
SDP: полуопределённое программирование,
CP: коническое программирование,
GFP: программирование графических форм.)

Следующие классы задач являются задачами выпуклого программирования или могут быть сведены к задачам выпуклого программирования путём простых преобразований:
- Метод наименьших квадратов
- Линейное программирование
- Выпуклая квадратичная оптимизация с линейными ограничениями
- Квадратичное программирование в квадратичных ограничениях[англ.]
- Коническая оптимизация[англ.]
- Геометрическое программирование
- Коническое программирование на конусе второго порядка[англ.]
- Полуопределённое программирование
- Принцип максимума энтропии с подходящими ограничениями

## Метод множителей Лагранжа
Рассмотрим задачу выпуклой минимизации, заданную в стандартной форме с функцией цены {\displaystyle f(x)} и ограничениям-неравенствам {\displaystyle g_{i}(x)\leqslant 0} для {\displaystyle 1\leqslant i\leqslant m}. Тогда область определения {\displaystyle {\mathcal {X}}} равна:
{\displaystyle {\mathcal {X}}=\left\{x\in X\vert g_{1}(x),\ldots ,g_{m}(x)\leqslant 0\right\}.}
Функция Лагранжа для задачи
{\displaystyle L(x,\lambda _{0},\lambda _{1},\ldots ,\lambda _{m})=\lambda _{0}f(x)+\lambda _{1}g_{1}(x)+\cdots +\lambda _{m}g_{m}(x).}
Для любой точки {\displaystyle x} из {\displaystyle X}, которая минимизирует {\displaystyle f} на {\displaystyle X}, существуют вещественные числа {\displaystyle \lambda _{0},\lambda _{1},\ldots ,\lambda _{m},}, называемые множителями Лагранжа, для которых выполняются одновременно условия:
1. {\displaystyle x} минимизирует {\displaystyle L(y,\lambda _{0},\lambda _{1},\ldots ,\lambda _{m})} над всеми {\displaystyle y\in X,}
2. {\displaystyle \lambda _{0},\lambda _{1},\ldots ,\lambda _{m}\geqslant 0,} по меньшей мере с одним {\displaystyle \lambda _{k}>0,}
3. {\displaystyle \lambda _{1}g_{1}(x)=\cdots =\lambda _{m}g_{m}(x)=0} (дополняющая нежёсткость).

Если существует «сильная допустимая точка», то есть точка {\displaystyle z}, удовлетворяющая
{\displaystyle g_{1}(z),\ldots ,g_{m}(z)<0,}
то утверждение выше может быть усилено до требования {\displaystyle \lambda _{0}=1}.
И обратно, если некоторое {\displaystyle x} из {\displaystyle X} удовлетворяет условиям (1)-(3) для скаляров {\displaystyle \lambda _{0},\ldots ,\lambda _{m}} с {\displaystyle \lambda _{0}=1}, то {\displaystyle x} определённо минимизирует {\displaystyle f} на {\displaystyle X}.

## Алгоритмы
Задачи выпуклого программирования решаются следующими современными методами:
- Методы пучков субградиентов} (Вольф, Лемерикал, Кивель),
- Субградиентные проекционные методы (Поляк),
- Метод внутренней точки[1], использующий самосогласованные барьерные функции[16] и саморегулярные барьерные функции[17].
- Метод секущих плоскостей
- Метод эллипсоидов
- Субградиентные методы
- Субградиенты сноса и метод сноса+штрафа[англ.]

Субградиентные методы могут быть реализованы просто, потому они широко используются. Двойственные субградиентные методы — это субградиентные методы, применённые к двойственной задаче. Метод сноса+штрафа аналогичен двойственному субградиентному методу, но использует среднее по времени от основных переменных.

## Расширения
Расширения выпуклого программирования включают оптимизацию двояковыпуклых, псевдовыпуклых и квазивыпуклых функций. Расширения теории выпуклого анализа и итеративные методы для приблизительного решения невыпуклых задач оптимизации встречаются в области обобщённой выпуклости, известной как абстрактный выпуклый анализ.